# Абдулкеримов, Шамиль Абдулкеримович
Шамиль Абдулкеримович Абдулкеримов (26 июня 1984, Акуша, Акушинский район, Дагестанская АССР, РСФСР, СССР) — российский боец смешанных единоборств, специализируется по кудо, чемпион мира, Европы, России по кудо. Заслуженный мастер спорта России.

## Биография
Кудо начал заниматься в 1997 году. В феврале 2008 года в Москве стал чемпионом Европы (240 единиц). В ноябре 2009 года в Токио стал чемпионом мира в категории (240 единиц). В феврале 2011 года в Москве стал обладателем Кубка мира. 18 ноября 2011 года ему было присвоено звание мастер спорта России международного класса. 15 декабря 2011 года ему было присвоено звание заслуженный мастер спорта России. 6 июня 2012 года в селе Эгикхал (Ингушетия) в финальном поединке M-1 Selection в весовой категории до 70 кг уступил Алексею Невзорову.

## Спортивные достижения
- Чемпионат России по кудо 2006 — ;
- Чемпионат России по кудо 2008 — ;
- Чемпионат Европы по кудо 2008 — ;
- Чемпионат России по кудо 2009 — ;
- Чемпионат мира по кудо 2009 — ;

## Личная жизнь
В 2002 году окончил школу № 30 в Махачкале. В 2007 году окончил Дагестанский государственный педагогический университет, спортивно-педагогический факультет.

## Статистика в смешанных единоборствах
| Боёв 7   | Побед 4 | Поражений 3 |
| -------- | ------- | ----------- |
| Сдачей   | 2       | 0           |
| Решением | 2       | 3           |

| Результат | Рекорд | Соперник           | Способ                              | Турнир                                                         | Дата            | Раунд | Время | Место                       | Примечание                                |
| --------- | ------ | ------------------ | ----------------------------------- | -------------------------------------------------------------- | --------------- | ----- | ----- | --------------------------- | ----------------------------------------- |
| Поражение | 4–3    | Алексей Невзоров   | Единогласное решение                | M-1 Challenge 33 - Емельяненко vs. Магомедов 2 (Битва в горах) | 6 июня 2012     | 4     | 5:00  | Джейрах, Ингушетия, Россия  | Финал M-1 Selection в лёгком весе         |
| Победа    | 4-2    | Сули Мегуро        | Болевой приём (удушение гильотиной) | M-1 Selection 2011 - European Tournament                       | 1 апреля 2011   | 3     | 2:20  | Махачкала, Дагестан, Россия |                                           |
| Поражение | 3–2    | Артём Дамковский   | Единогласное решение                | M-1 Selection 2010 - Eastern Europe Round 1                    | 26 февраля 2010 | 3     | 5:00  | Санкт-Петербург, Россия     | Четвертьфинал чемпионата Восточной Европы |
| Победа    | 3-1    | Загалав Махачев    | Единогласное решение                | M-1 Challenge - 2009 Selections 6                              | 5 сентября 2009 | 3     | 5:00  | Махачкала, Дагестан, Россия |                                           |
| Поражение | 2–1    | Хабиб Нурмагомедов | Единогласное решение                | Pancration Atrium Cup 1                                        | 11 октября 2008 | 2     | 5:00  | Москва, Россия              | Финал Кубка России                        |
| Победа    | 2-0    | Святослав Тенишев  | Болевой приём (удушение гильотиной) | Pancration Atrium Cup 1                                        | 11 октября 2008 | 1     | 2:15  | Москва, Россия              | Полуфинал Кубка России                    |
| Победа    | 1-0    | Александр Бутенко  | Единогласное решение                | Pancration Atrium Cup 1                                        | 11 октября 2008 | 2     | 5:00  | Москва, Россия              | Четвертьфинал Кубка России                |